# Mehdi Dzsoma
Mehdi Dzsoma (arab betűkkel مهدي جمعة; Mahdia, 1962. április 21. –) tunéziai mérnök, 2014. január 29. és 2015. február 6. között Tunézia miniszterelnöke. Korábban iparügyi miniszterként működött az Ali Larajed-vezette kabinetben.

## Élete
Dzsoma 1962. április 21-én született Mahdia kikötővárosban. A tuniszi Nemzeti Műszaki Iskolában (ma: el-Manar Egyetem) szerzett mérnöki diplomát 1998-ban. Ezenfelül posztgraduális képzésben vett részt a szerkezeti mechanika és modellezés szakterületén. Szakmai pályafutása nagy részét a Hutchinsonnál és annak anyavállalatánál, a Total S.A.-nél töltötte. Dzsoma házas, öt gyermek édesapja. Végül a Hutchinson Aerospace vezérigazgatójaként adta fel szakmai karrierjét és lépett be a politika világába.
A jázminos forradalom és Zín el-Ábidín ben Ali elnök elűzése után Hamadi Dzsebali felkérte Dzsomát, hogy szakértőként vegyen részt a kormányzásban és a demokratikus átmenet döntéshozatalában. Dzsoma, feladva szakmai karrierjét, nem csatlakozott egy párthoz sem, függetlenként politizál. 2013. március 14-én iparügyi miniszter lett Ali Larajed (Ennahda Mozgalom) koalíciós kormányában. Mohamed Brahmi ellenzéki képviselő július 25-i meggyilkolása után politikai zűrzavar tört ki az országban. A válsághelyzet megoldása céljából a parlamenti pártok hetekig tartó nemzeti párbeszédet folytattak le egy konszenzuson alapuló össznemzeti kormány megalakítása ügyében. 2013. december 14-én a kormánypárti és ellenzéki delegációk megegyeztek, hogy Larajed helyére Dzsomát jelölik a kormányfői pozícióra, amelyet lehetőleg a 2014-es parlamenti választásokig kell betöltenie. Dzsoma egy technokrata jellegű kormányt alakított, amely 2014 januárjában hivatalba is lépett. A baloldali Népfront aggályát fejezte ki, hogy az új kabinet működőképes lesz és hatékonyan oldja meg a súlyos társadalmi és gazdasági problémákat.